# Sint Anthoniegasthuis (Utrecht)

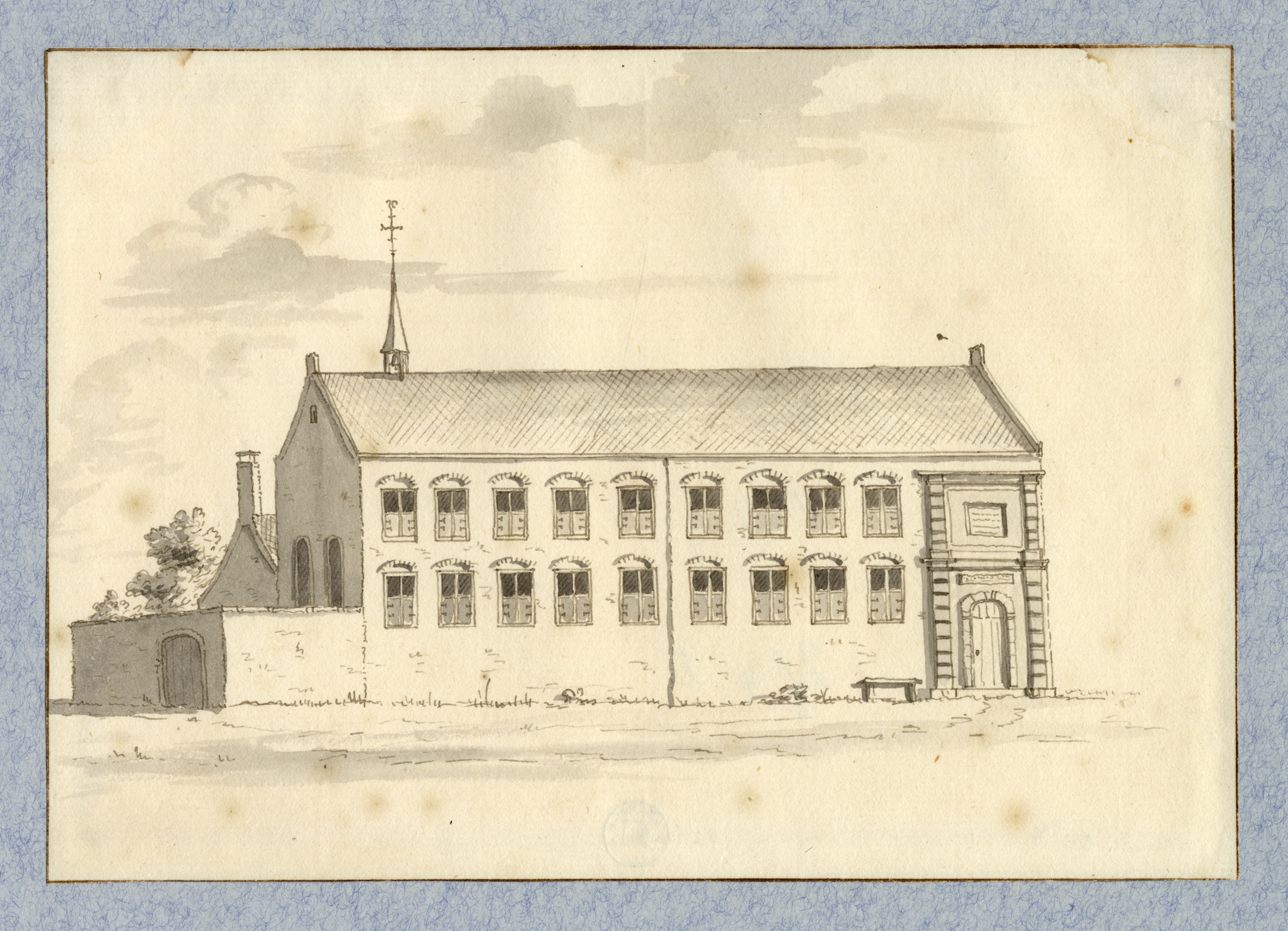
St.-Anthoniegasthuis ca. 1725-1735 door L.P. Serrurier

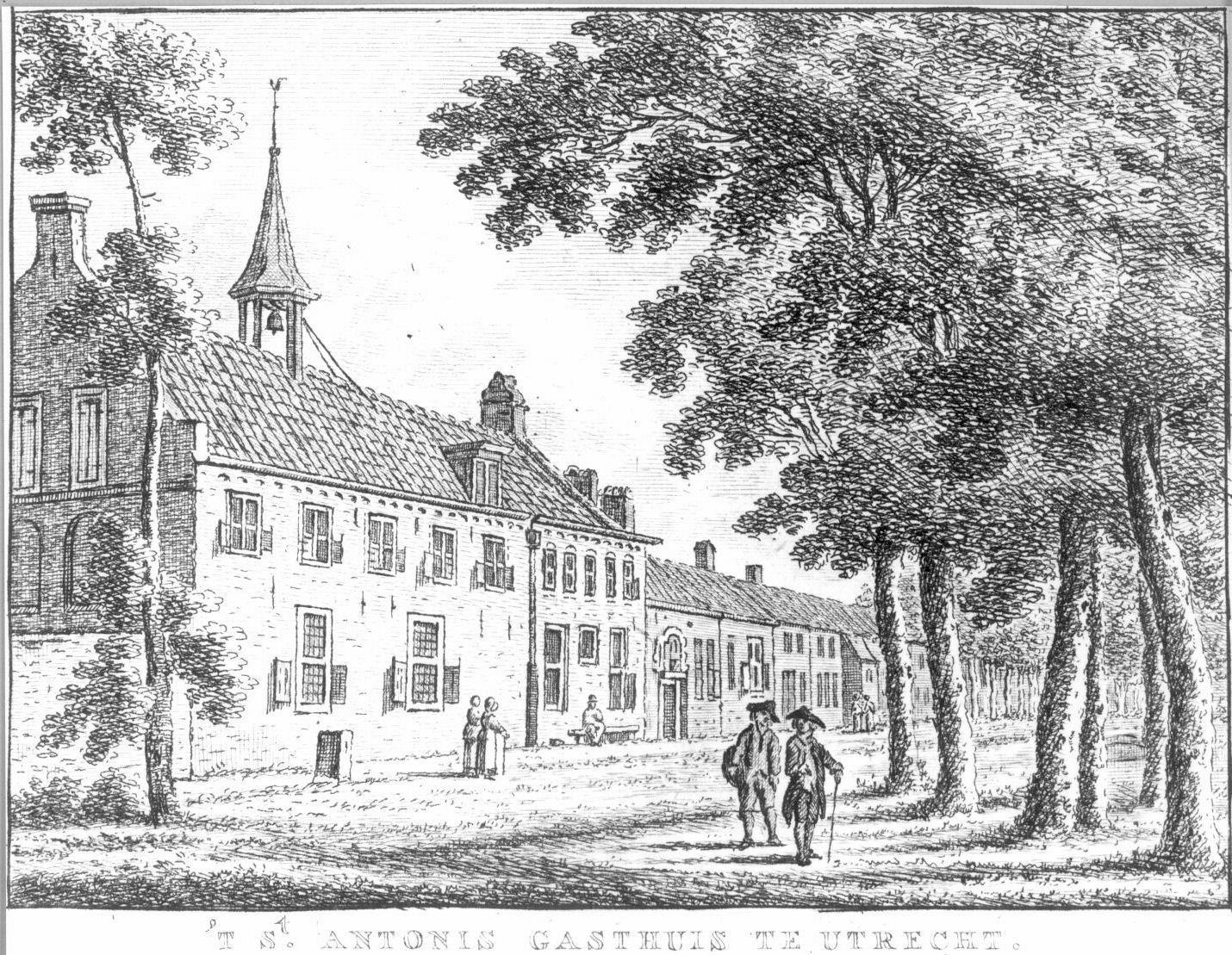
St. Antonis Gasthuis te Utrecht (1788)

Het Sint Anthoniegasthuis, ook geschreven als Gasthuis van St. Antoni, St. Anthonis gasthuis, Gasthuis van St. Antoni en andere varianten, was een gasthuis aan het begin van de St. Anthonis Dijck bij de stad Utrecht. Naast reizigers en zwervers konden soms ook bejaarden en zieken tijdelijk onderdak krijgen. Door de ligging konden ook passanten er terecht die voor de gesloten stadspoorten kwamen.
Dit gasthuis stond aan het begin van de Sint Anthonis Dijck op de oever van rivier de Vecht. Dit was aan het einde van het gerecht de Pylswaard, buiten de Weerdpoort. Het onderkomen werd gebouwd rond 1435. Het werd sinds 1439 bestierd door de broederschap van St. Antoni. Dit werd in 1515 nog eens bevestigd. In dat jaar werd het gasthuis in een oorlog met IJsselstein verwoest, maar vervolgens enkele jaren later herbouwd met een kapel. Deze kapel werd evenwel afgebroken toen na de Reformatie in 1580 het openlijk uitoefenen van de katholieke godsdienst verboden werd. In de loop van de 17e eeuw was het pand in gebruik als tehuis voor ouderen.
Het gasthuis was toen een langwerpig gebouw, met een hoog pannendak en een klein spits torentje. Rond 1800 werd het bewind over het gasthuis gevoerd door 'den Hoofd-Officier en Burgermeesteren van Utrecht als Superintendenten en aan agt Regenten, onder welken twee Huismeefters zyn. Hun is een Secretaris toegevoegd'. Het St. Antoniegasthuis diende zowel 'oude en afgeleefde Luiden te huisvesten', maar er was ook de mogelijkheid 'om er hunnen kost in te koopen'. Er logeerden rond 1800 twee mannen, zes vrouwen en vijf proveniers.
Aan het begin van de negentiende eeuw deden alle Utrechtse gasthuizen dienst als 'oudeliedenhuis'. Ze werden daarom in 1817 samengevoegd. Het St. Anthoniegasthuis werd toen afgebroken nadat het vier eeuwen als gasthuis was gebruikt. De namen Anthoniedijk en Gasthuismolenbrug herinneren nog aan die tijd.